# Marie Thélika Rideau-Paulet
Marie Angélique Thélica Rideau-Paulet dite Thélika Rideau-Paulet ou Marie Thélika Rideau-Paulet, née le 21 août 1853 à Bordeaux et morte le 28 septembre 1942 à Paris, est une peintre française. 
Vivant à Paris, elle s'est spécialisée dans les peintures miniatures.

## Biographie
Marie Angélique Thélika Rideau-Paulet est née le 21 août 1853 à Bordeaux de Firmin Rideau-Paulet, comptable à la Compagnie des chemins de fer du Midi, et de Marie Thélica Pelletier.
Elle est élève de M. Legras et Delphine de Cool. Elle expose aux Salons annuels de la Société des artistes français à Paris dès 1879 et devient membre de cette société.
Elle est spécialisée dans les portraits et paysages miniatures. On lui doit en outre des aquarelles, ainsi que des travaux sur faïence, porcelaine et ivoire d'un genre tout particulier qui lui valurent plusieurs récompenses, notamment aux Expositions universelles de 1889 et 1900.
Membre fondateur de la Société des Miniaturistes et Enlumineurs de France, fondée en 1893, elle est nommée secrétaire archiviste de cette société et élue le 22 février 1895 membre de sa Commission, chargée du règlement de l'Exposition annuelle se tenant à la galerie George Petit du 15 mai au 15 juin 1895.
Le 7 octobre 1895, elle est nommée Officier d'académie en tant qu'artiste peintre à Paris.
Elle fonde en 1904 le « Syndicat des artistes femmes peintres et sculpteurs » (S.A.F.P.S. des Unions fédérales). Ce syndicat, outre son action mutualiste, organise un salon annuel, des causeries, des spectacles de danse, des lectures de poèmes qui réunissent artistes et mécènes. Marie Thélika Rideau-Paulet en est la présidente, et Anne de Rochechouart de Mortemart, duchesse d'Uzès, la présidente d'honneur. Le siège social est 52 boulevard des Batignolles. En 1929, Marie-Anne Camax-Zoegger lui succèdera à la présidence du Syndicat.
Marie Thélika Rideau-Paulet a fondé le cours de peinture à l'Union française de la Jeunesse du 17e arrondissement de Paris. Elle a formé des élèves dont on a pu remarquer ensuite les expositions aux différents salons.
En 1936, elle obtient au Salon le prix Jeanne-Georges-Henri-Burdy.
Elle est officier de l'Instruction publique.
Elle meurt le 28 septembre 1942 dans le 14e arrondissement de Paris et est inhumée au cimetière de Bagneux.

## Œuvres et expositions
Parmi les nombreux portraits dus à Marie Thélika Rideau-Paulet, il faut signaler ceux de : Sarah Bernhardt dans le rôle d'Hermione ; M. Jacques, ancien député ; le chanoine Brettes ; Eugenio Clari, nonce apostolique ; le général Saussier ; la baronne de Rochetaillée ; le général de Rochefort ; Mme Antonin Mercié ; la princesse Marie-Louise d'Orléans ; Pierre-Marie Gendreau, évêque d'Hanoï...
- Expositions nombreuses à Paris, Bruxelles, Toulouse, Dijon, Musée du Luxembourg, Moscou (Exposition La France à Moscou de 1891)[9], Musée de Versailles (ancien musée situé dans les galeries du Château de Versailles), etc.[10]
- Exposition Société Nationale des Beaux-arts, au Champ-de-Mars, le 10 mai 1893 : un cadre de cinq miniatures : 1. Le Général Saussier, gouverneur de Paris, 2. Mlle Marcelle C., 3. Mlle J. Q., 4. Mlle R. P., 5. Le comte A. de La Motte[11].

## Conservation
Des œuvres de Marie Thélika Rideau-Paulet se trouvent dans des collections de musées.
Le musée du Louvre possède dans les collections du musée d'Orsay une peinture miniature sur ivoire intitulée Portrait de la mère de l'artiste, datant de 1896.
Une de ses peintures a été acquise par l'État : Portrait de Frédéric Mistral, miniature sur ivoire. Achat à l'artiste en 1901. En dépôt depuis le 6 août 1909 : Musée Réattu (Arles).
- Peinture gouache sur ivoire Un savant : portrait d'un abbé dans sa bibliothèque dans les collections du MusBA - musée des Beaux-Arts de Bordeaux. Achat de l'État en 1924[13].
- Peinture miniature Danse en velours noir dans les collections du Centre national des arts plastiques. Achat en 1921[14].

## Expositions rétrospectives
- Elles sortent de leur(s) réserve(s). Artistes femmes de la collection (16 septembre 2022 – 13 février 2023, salle des Actualités, musée des Beaux-Arts de Bordeaux, Aile Lacour)[15].